# Róger Gómez
Róger Gómez (7 febbraio 1965) è un ex calciatore costaricano, di ruolo centrocampista o attaccante.